# Xie Fang
Xie Fang (en chinois : 谢芳), née le 1er novembre 1935 dans le district de Huangpi (Hubei, république de Chine) et morte le 19 décembre 2024 à Pékin (république populaire de Chine), est une actrice et écrivaine chinoise connue pour ses films d'avant la révolution culturelle (1966-1967).

## Biographie
Xie Fang est née au Hubei et grandit à Shanghai. Ses parents sont instituteurs dans une école chrétienne. Proches du Parti communiste chinois, ils ont influencé sa carrière d'actrice avec des rôles dans des pièces « révolutionnaires » comme La Fille aux cheveux blancs. Elle est diplômée d'une école pour filles en 1951, et commence sa carrière peu après. Elle rejoint une troupe d'acteurs et chante à l'opéra. Elle se marie en 1957. En 1959, Xie Fang joue dans Une Chanson de jeunesse dans un rôle qui la révèle. Elle signe avec les studios de Pékin en 1963, puis joue dans le film Deux sœurs actrices (en) de Xie Jin en 1964. Elle reçoit le Golden Phoenix Awards (en) en 1995 pour ses contributions au cinéma chinois.
En plus de son métier d'actrice, Xie Fang est également écrivaine.

## Filmographie non exhaustive
- Une Chanson de jeunesse (1959)
- Début de printemps en février (1963)
- Deux sœurs actrices (en) (1964)
- Cet homme est dangereux (1985)
- Femme-Taxi-Femme (1991)
- L'Amour reviendra (2015)